# ماشيموي

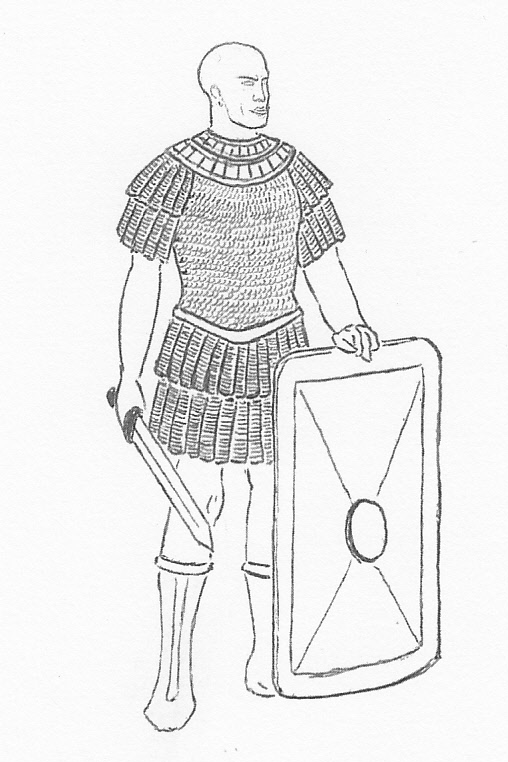
إعادة بناء محتملة للماشيمو البطلمي المتأخر (حوالي منتصف القرن الأول قبل الميلاد)

مصطلح ماشيموي (باليونانية: μάχιμοι، جمع μάχιμος، ماشيمو، يعني «مشاكس») يشير عادة إلى فئة واسعة من الجنود المصريين ذوي الرتب المنخفضة الذين نشأوا خلال الفترة المتأخرة من مصر (664-332 قبل الميلاد) وبشكل أكثر بروزًا، خلال سلالة البطالمة (323-30 قبل الميلاد).

## التاريخ

### هيرودوت والعصر المتأخر
أقدم دليل على هذا المصطلح الذي أُعطي للمحاربين المصريين الأصليين جاء من هيرودوت - الذي زار مصر خلال الهيمنة الفارسية الأولى (الأسرة السابعة والعشرون لمانيتون) - ومنذ ذلك الحين تُرجم هذا المصطلح ببساطة على أنه «محاربون» أو «رجال مقاتلون». تم استخدام نفس المصطلح من قبله، في إشارة إلى القوات الآسيوية التي يستخدمها الفرس. قدم هيرودوت بعض المعلومات حول الماشيموي المصريين، مدعيا أنهم كانوا حرفيا طبقة مغلقة من المحاربين الذين مُنعوا من ممارسة أنشطة أخرى خارج القتال وتم منحهم اثني عشر أرورا من الأراضي المعفاة من الضرائب كمكافأة على خدماتهم. يتعرف هيرودوت أيضًا على فئتين من الماشيموي، تدعى هيرموتيبيس وكلاسيري، والتي تميزت بمناطقها الأصلية؛ كما يدعي أن الفئتين تألفت من 160.000 و 250.000 جندي على التوالي.
بالإضافة إلى هيرودوت، ذكر مؤلفون يونانيون آخرون مثل أفلاطون وديودور الصقلي أن الماشيموي قد تم نشرهم في العديد من المعارك خلال الفترة المتأخرة. أرسلهم الملك المصري أبريس ضد قورينا، لكن بعد هزيمتهم، أعلنوا الجنرال أحمس الثاني ملك وخدموه ضد أبريس عام 570 قبل الميلاد. حارب الماتشيمويون المصريون أيضًا في بلاتيا عام 479 قبل الميلاد. خلال الأسرة الثلاثين، تم استخدام الماشيموي المصري على نطاق واسع ضد الإمبراطورية الأخمينية: وفقًا لديودور، أرسل الملك المصري تيوس 80 ألفًا منهم في بعثته في الشرق الأدنى في عام 360/358 قبل الميلاد وكان ابن أخيه نخت حور حب (نخت أنبو الثاني المستقبلي) قائدهم. اعتمد نخت أنبو الثاني نفسه لاحقًا على هؤلاء الجنود قبل
الغزو الفارسي الثاني لمصر.

### العصر البطلمي

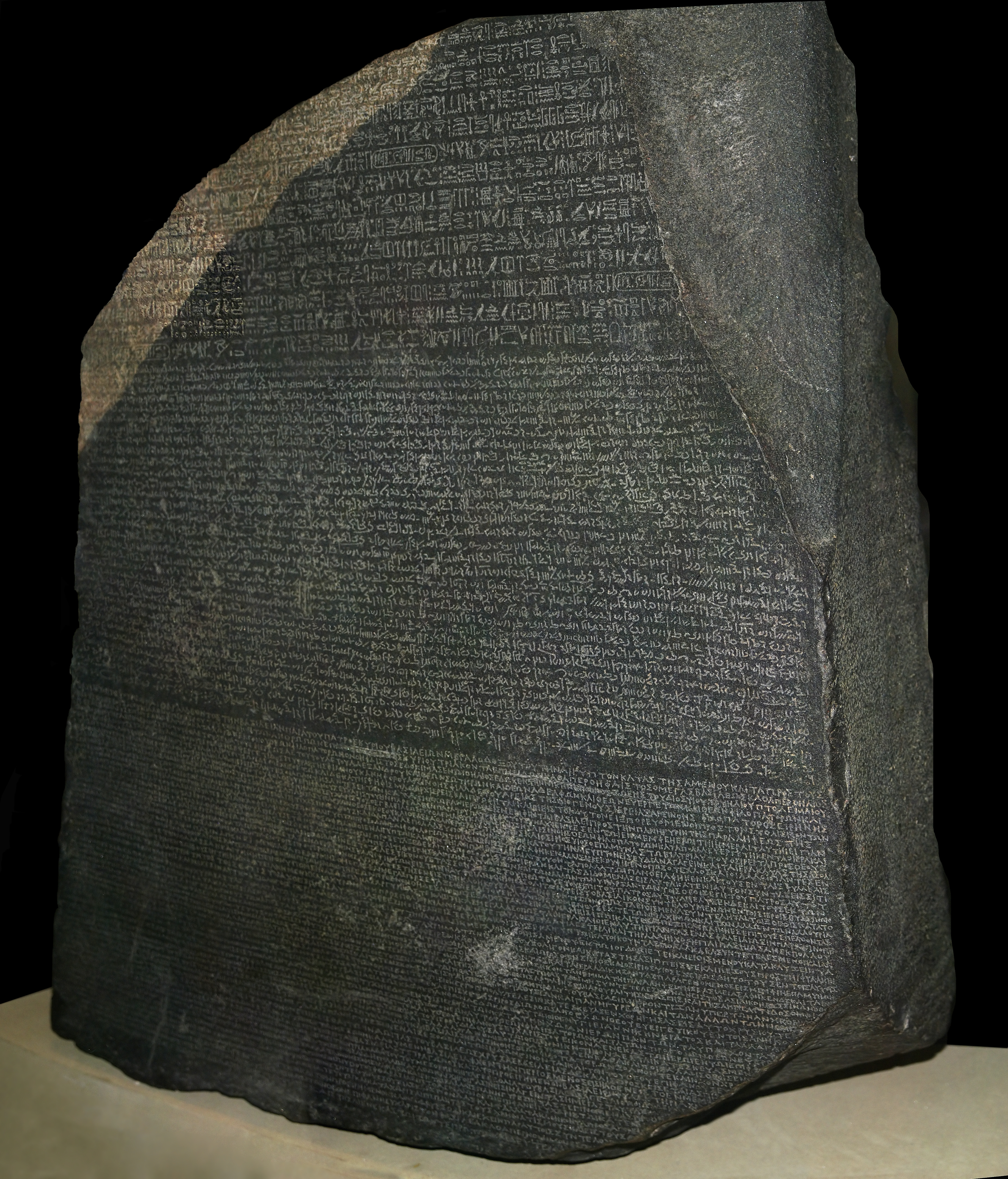
يذكر حجر رشيد العفو الممنوح لبعض الماشيموي

كان الماشيمويون لا يزالون حاضرين خلال العصر البطلمي، ويعتبرهم معظم العلماء الخلفاء المباشرين لنظرائهم في العصر المتأخر؛ لا يزال يُنظر إلى البطالمة الماشيموي في الغالب على أنهم طبقة من المحاربين المصريين الأصليين، الممنوحين من الأرض، ومن ذوي الرتب المنخفضة والذين، بمرور الوقت، يلعبون أدوارًا متزايدة الأهمية جنبًا إلى جنب مع الجيش اليوناني على الأرجح منذ موقعة رفح في 217 قبل الميلاد، ومارس ضغطًا اجتماعيًا متزايدًا على البطالمة وكان مسؤولاً عن حركات تمرد وانتفاضات مختلفة.
من الغريب أنه في عهد البطالمة، تم إثبات اسم ماشيموي فقط على الوثائق بينما تم ذكرهم حصريًا في الأعمال الأدبية اليونانية خلال الفترة المتأخرة: على سبيل المثال، دعا ديودور بوضوح ماشيموي الجنود المصريين للملك المصري تيوس، ولكن ليس نظرائهم البطالمة.
يعود أقدم ذكر لماشيموي في الوثائق البطلمية إلى عهد بطليموس الثاني (261 قبل الميلاد) ويشير إلى مهام الحراسة؛ لم يكن هذا غير شائع، حيث يبدو من العديد من الوثائق أنهم كانوا في بعض الأحيان حراسًا وأحيانًا كان لديهم واجبات عسكرية بحتة. ومع ذلك، فإن أشهر وثيقة تذكرهم هي حجر رشيد (النص اليوناني، الصف 19) الذي تم صنعه في عهد بطليموس الخامس (196 قبل الميلاد)، والذي يشير إلى عفو عن بعض الماشيموي المهجرين.

## إعادة تفسير
نقحت ورقة عام 2013 للمؤرخة كريستيل فيشر بوفيت العديد من الادعاءات التقليدية حول الماشيموي. طعنت في معظم وصف هيرودوت، مشيرة إلى أن المصريين القدماء لم يستخدموا أبدًا أنظمة طبقية مماثلة، ومن شبه المؤكد أن العدد الإجمالي للماشيموي والأراضي الممنوحة لهم غير مستدام، مما يشير إلى أن هيرودوت دمج عن غير قصد ضباطًا عسكريين محترفين مع ميليشيا مؤلفة من قبل عامة الناس الذين تم استدعاؤهم لحمل السلاح إذا لزم الأمر، ونُسبوا إلى المجموعة بأكملها وضع النخبة الذي لا يختلف كثيرًا عن وضع الإسبارطيون اليونانيون. أدرك فيشر-بوفيه أيضًا انقطاعًا بين الفترة المتأخرة والبطلمية الماشيموي وانتقد العرض التقليدي المذكور أعلاه للمجموعة الأخيرة؛ تثبت الوثائق التاريخية التي تشير إلى اليونانية الماشيموي خلال العصر البطلمي أنهم لم يكونوا حصريًا مصريين أصليين كما يُعتقد عادةً، مما يشير إلى أن المصطلح كان بالأحرى مؤشرًا على دورهم العسكري (على سبيل المثال، ماشيموي إيبيليكتوي الحاملة للرماح أو ماشيموي هبيز المركبة) و / أو من مساحة الأرض التي تم الحصول عليها (البنتاروروس، على سبيل المثال، كان شعب ماشيمو مُنحًا بخمسة أروري من الأرض) وليس من أصلهم العرقي. في هذا الصدد، تقبل فكرة أن الماشيموي كانوا أدنى مستوى في التسلسل الهرمي العسكري، لكن وضعهم الاجتماعي والاقتصادي كان لا يزال أعلى من وضع الفلاح العادي.